# Сухов, Дмитрий Никифорович
Дми́трий Ники́форович Су́хов (?-1893) — барнаульский купец 1-й гильдии, городской голова в 1882—1885 годах.

## Биография
Дмитрий Никифорович был представителем купеческой семьи Барнаула. Его отец, Никифор Трофимович Сухов, владел кирпичным заводом, а также торговым домом на городском базаре. После смерти отца — Никифора Трифоновича в 1880-х годах, Дмитрий возглавил семейное дело. При нем Суховы стали крупнейшими предпринимателями Барнаула. К концу 1880-х годов Дмитрий владел кожевенным и свечным заводом, построил 2-этажное кирпичное здание на Мало-Тобольской улице с торговым залом. Обороты всех предприятий Дмитрия Сухова составляли 217 тысяч рублей (1892). 
В 1882—1885 годах Дмитрий Сухов был барнаульским городским головой. На этом посту он пожертвовал своё должностное жалованье в сумме 2579 руб. 29 коп. на нужды населения. После его смерти сыновья Василий, Павел и Прокопий учредили торговый дом «Д. Н. Сухова сыновья».